# Kostnatí
Kostnatí (Teleostei) jsou největší nadřád a korunová skupina paprskoploutvých ryb (Actinopterygii). Mezi kostnaté patří velká většina recentních ryb. Mají dobře osifikovanou kostru.

## Řády
- ostnojazyční (Osteoglossiformes)
- tarponi (Elopiformes)
- albulotvaří (Albuliformes)
- holobřiší (Anguilliformes)
- velkotlamky (Saccopharyngiformes)
- bezostní (Clupeiformes)
- maloústí (Gonorynchiformes)
- máloostní (Cypriniformes)
- trnobřiší (Characiformes)
- sumci (Siluriformes)
- nahohřbetí (Gymnotiformes)
- štikotvární (Esociformes)
- koruškotvární (Osmeriformes)
- lososotvární (Salmoniformes)
- velkoústí (Stomiiformes)
- měkkorypí (Ateleopodiformes)
- jinožábří (Aulopiformes)
- hlubinovky (Myctophiformes)
- leskyňovci (Lampridiformes)
- vousatky (Polymixiiformes)
- okounovci (Percopsiformes)
- hrujovci (Ophidiiformes)
- hrdloploutví (Gadiformes)
- žabohlaví (Batrachoidiformes)
- ďasové (Lophiiformes)
- cípalové (Mugiliformes)
- gavúni (Atheriniformes)
- jehlotvaří (Beloniformes)
- halančíkovci (Cyprinodontiformes)
- mořatky (Stephanoberyciformes)
- pilonoši (Beryciformes)
- pilobřiši (Zeiformes)
- volnoostní (Gasterosteiformes)
- hrdložábří (Synbranchiformes)
- ropušnicotvární (Scorpaeniformes)
- carouni (Gobiesociformes)
- ostnoploutví (Perciformes)
- platýsi (Pleuronectiformes)
- čtverzubci (Tetraodontiformes)
- bodloci (Acanthuriformes)

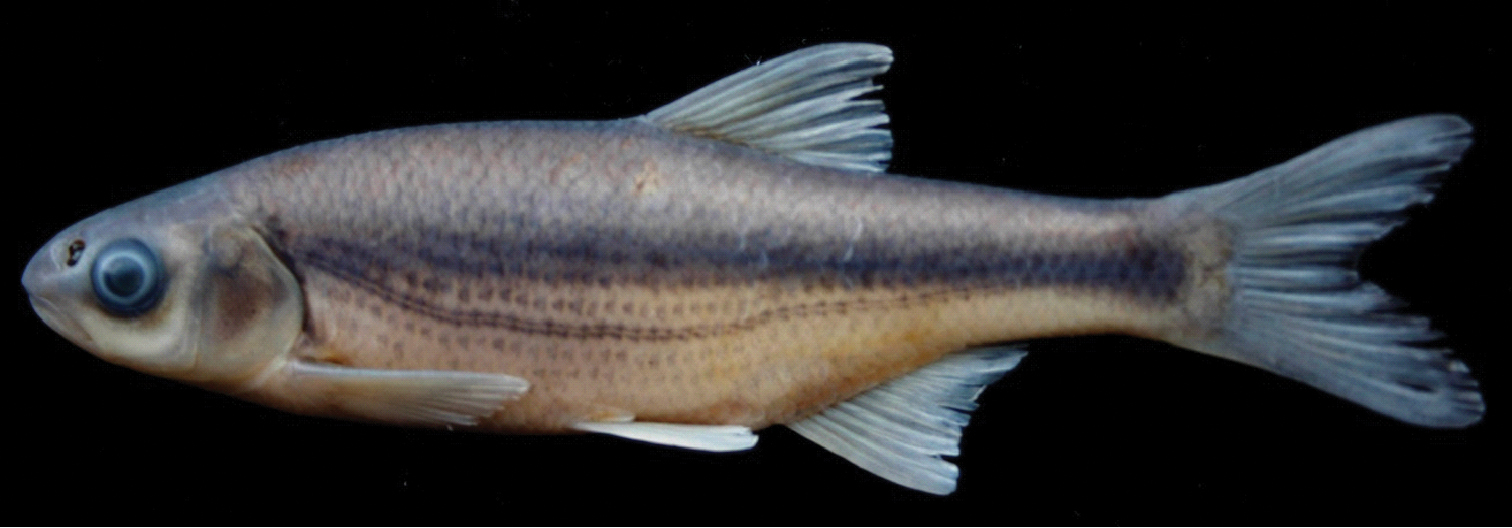
Alburnoides eichwaldii

- stříbrnicotvární (Argentiniformes)
- slizouni (Blenniiformes)
- hlaváči (Gobiiformes)

### Vyhynulé řády[1]
- Crossognathiformes
- Ichthyodectiformes
- Leptolepiformes
- Pholidophoriformes